# Justin Fletcher
Justin Fletcher (Reading, Berkshire, 15 de junho de 1970) é um comediante, ator e apresentador britânico.